# Ciutat 404
Ciutat 404 (xinès simplificat: 核城, pinyin: Hé Chéng, literalment 'Ciutat Nuclear') o Comuna Fictícia (xinès simplificat: 虚拟社区, pinyin: Xūnǐ Shèqū) són els noms que rep una ciutat de la República Popular de la Xina construïda expressament a finals de la dècada del 1950 mentre s'investigava la creació de la primera Bomba Atòmica del país.
Ubicada en un lloc aïllat a prop del desert del Gobi, en la zona minera de Gansu, al seu terme es trobava el primer reactor nuclear de caràcter militar de la República Popular. S'ha especulat que el malnom 404 faria referència al fet que la ciutat no apareix en cap mapa, i de fet no té nom oficial. Però sembla que rep el nom de la planta 404, també coneguda com el Complexe d'Energia Atòmica Jiuquan, ubicada a la localitat. Tot i que arribà a tindre més de 100.000 habitants, actualment sols hi viu un miler de persones.